# Alice Foils the Pirates
Alice Foils the Pirates é um curta-metragem de animação estadunidense de 1927, lançado como parte da série Alice Comedies.